# Naomi (đô vật)
Trinity Fatu (tên khai sinh là Trinity McCray; sinh ngày 30/11/1987) là một đô vật chuyên nghiệp người Mỹ, nữ diễn viên, người mẫu, vũ công, và ca sĩ hiện đang ký hợp đồng với WWE dưới cái tên Naomi, thi đấu ở SmackDown và là cựu SmackDown Women's Champion. Cô là một thành viên của gia đình Anoa'i (những chiến binh Samoa), thông qua cuộc hôn nhân với Jonathan Fatu (được biết đến nhiều hơn với tên trên võ đài là Jimmy Uso).

## Chiêu thi đấu
- Extra Move Front Dropkick
- Roundhouse Kick
- Full Nelson Bomb (Đòn Kết Liễu)
- Springboard Enzuigiri
- Springboard/Diving Crossbody
- Sitout Jawbreaker
- Corner Bulldog
- Modified headscissors driver
- Feel The Glow
- Split-Legged Moonsault
- Rear View (Đòn Kết Liễu)

## Các chức vô địch và danh hiệu
- Florida Championship Wrestling
  - FCW Divas Championship (1 lần)
- Pro Wrestling Illustrated
  - Xếp hạng 9 trong top 50 đô vật nữ trong PWI Female 50 năm 2015
- Wrestling Oberver Newsletter
  - Worst Feud of the Year (2015)
  - Worst Worked Match of the Year (2013)
- WWE
  - WWE Smackdown Women's Championship (2 lần)
  - WrestleMaina Women's Battle Royal (2018)
  - Slammy Award cho Best Dance Moves of the Year (2013) - với Cameron khi là The Funkadactyls
  - Year-End Award cho Most Underrated (2018)